# أدريان يونغ
أدريان يونغ (بالإنجليزية: Adrian Young)‏ هو فنان إيقاعي أمريكي، ولد في 26 أغسطس 1969 في لونغ بيتش في الولايات المتحدة.

## وصلات خارجية
- أدريان يونغ على موقع IMDb (الإنجليزية)
- أدريان يونغ على موقع ميوزك برينز (الإنجليزية)
- أدريان يونغ على موقع أول موفي (الإنجليزية)
- أدريان يونغ على موقع ديسكوغز (الإنجليزية)
- أدريان يونغ على موقع قاعدة بيانات الفيلم (الإنجليزية)
- أدريان يونغ على موقع كينوبويسك (الروسية)